# باربر بنیامین کنابل
باربر بنیامین کنابل (به انگلیسی: Barber Benjamin Conable) (زاده ۲ نوامبر ۱۹۲۲ – ۳۰ نوامبر ۲۰۰۳)، نماینده نیویورک در کنگره ایالات متحده آمریکا و هفتمین رئیس بانک جهانی از ۱۹۸۶ تا ۱۹۹۱ بود. او قبل از ریاست بانک جهانی، از ۳ ژانویه ۱۹۶۵ تا ۳ ژانویه ۱۹۸۵ به مدت ۲۰ سال نماینده نیویورک در مجلس نمایندگان و از سال ۱۹۶۳ تا ۱۹۶۴ عضو مجلس سنا در کنگره آمریکا بوده است.
در سال ۱۹۸۶، رونالد ریگان او را به ریاست بانک جهانی منصوب کرد.